# Dorothée Sack
Dorothée Sack (* 1947 in Aldekerk) ist eine deutsche Bauforscherin mit der Spezialisierung auf die Islamische Architektur.
Dorothée Sack machte zunächst von 1964 bis 1967 eine Lehre zur Tischlerin im Kloster Wald, die sie als Gesellin abschloss. 1968 begann sie an der Universität Karlsruhe ein Studium der Architektur. Das schloss sie 1975 mit einer Diplomarbeit zum Thema Karlsruhe, Grünzug Südstadt – Städtebaulicher Entwurf ab. Die Promotion erfolgte 1982 ebenda mit einer Arbeit zum Thema Damaskus. Entwicklung und Struktur einer orientalisch-islamischen Stadt. Für 1979/80 erhielt Sack ein Reisestipendium des Deutschen Archäologischen Instituts (DAI). Zwischen 1990 und 1998 war sie Lehrbeauftragte für Bauforschung und Islamische Archäologie an den Universitäten Frankfurt, Mainz und Bonn, 1992/93 Gastprofessorin an der Universität Bamberg. 1994 habilitierte sie sich an der Universität Frankfurt mit der Arbeit Die Große Moschee von Resafa-Rusafat Hisham. Zugleich erhielt sie die venia legendi für das im Bereich der Klassischen Archäologie angesiedelten Bauforschung unter Einschluß der islamischen Architektur. Seit 1998 war Sack ordentliche Professorin an der Technischen Universität Berlin, leitete dort bis September 2014 das neu eingerichtete Fachgebiet Historische Bauforschung sowie das von dem Fachgebiet koordinierte Aufbaustudium Denkmalpflege (seit 2004 Masterstudium). Nachfolgerin wurde Thekla Schulz-Brize.
Sack ist Nominatorin für den Aga Khan Award for Architecture, Sondergutachterin der Deutschen Forschungsgemeinschaft, seit 1995 Korrespondierendes und seit 2004 Ordentliches Mitglied des DAI und war bis 2012 Mitglied des Vorstandes der Koldewey-Gesellschaft. Sie ist Teilgebietsherausgeberin für den Bereich Islam der Beck's Archäologischen Bibliothek und mit Johannes Cramer Herausgeberin der Zeitschrift architectura. 2001 erhielt sie die Ferdinand-von-Quast-Medaille für den Taut-Pavillon in Berlin. Sie forschte bislang unter anderem in Castel del Monte, Beirut, Resafa, Tripolis und Damaskus.

## Schriften
- Damaskus. Entwicklung und Struktur einer orientalisch-islamischen Stadt. von Zabern, Mainz 1989, ISBN 3-8053-0977-5 (= Damaszener Forschungen, Band 1)
- Die Grosse Moschee von Resafa – Ruṣāfat Hišām. von Zabern, Mainz 1996, ISBN 3-8053-1790-5 (= Resafa, Band 4)
- 5 Jahre Aufbaustudium Denkmalpflege an der TU Berlin. FG Historische Bauforschung der TU Berlin, Berlin 2004
- mit Thomas Dittelbach: La chiesa inferiore della Cappella Palatina a Palermo. Contesti – progetti – rilievi = The lower church of Palermo's Palatine Chapel = Die Unterkirche der Cappella Palatina in Palermo. Swiridoff, Künzelsau 2005, ISBN 3-89929-058-5